# Теорема про обернену функцію
Теорема про обернену функцію в диференціальному численні дає достатню умову для того, щоб функція була оберненою в околі точки з її області визначення: а саме, її похідна неперервна і не дорівнює нулю в точці.
Теорема також дає формулу для похідної оберненої функції. У аналізі функцій багатьох змінних цю теорему можна узагальнити для будь-якої неперервно диференційовної, векторзначної функції для якої визначник Якобі (якобіан) відмінний від нуля в точці її області визначення, що дає формулу для оберненої матриці Якобі. Також існують версії теореми про обернену функцію для комплексних голоморфних функцій, для диференційних відображень між многовидами та диференційовних функцій між банаховими просторами, тощо.
Вперше ця теорема була встановлена Пікаром і Ґурса за допомогою ітераційної схеми: основна ідея полягає в тому, щоб довести теорему про нерухому точку за допомогою теореми про стискаючі відображення.

## Твердження
Для функцій однієї змінної, теорема стверджує: якщо {\displaystyle f} — неперервно диференційовна функція, похідна якої не дорівнює нулю у точці {\displaystyle a}, то функція {\displaystyle f} ін'єктивна (або бієктивна на образі) в околі точки {\displaystyle a}, обернена функція неперервно диференційовна в околі точки {\displaystyle b=f(a)}, а похідна оберненої функції в точці {\displaystyle b} є оберненою до похідної функції {\displaystyle f} у точці {\displaystyle a}: 
{\displaystyle {\bigl (}f^{-1}{\bigr )}'(b)={\frac {1}{f'(a)}}={\frac {1}{f'{\bigr (}f^{-1}(b){\bigr )}}}.}
Може статися, що функція {\displaystyle f} може бути ін'єктивною в околі точки {\displaystyle a}, тоді як {\displaystyle f'(a)=0}. Наприклад, {\displaystyle f'(x)=(x-a)^{3}}. По суті, для такої функції, обернена не може бути диференційовною в точці {\displaystyle b=f(a)}, так як, якщо обернена функція {\displaystyle f^{-1}} була б диференційовною в точці {\displaystyle b}, то тоді, за правилом диференціювання складеної функції маємо
{\displaystyle 1={\bigl (}f^{-1}\circ f{\bigr )}'(a)={\bigr (}f^{-1}{\bigr )}'(b)f'(a),}
з чого випливає, що {\displaystyle f'(a)\neq 0}. (Для голоморфних функцій вже інша ситуація, див. #Теорема про обернену голоморфну функцію нижче.)
Для функцій більше ніж однієї змінної теорема стверджує, що якщо {\displaystyle f} — неперервно диференційовна функція з відкритої множини {\displaystyle U} простору {\displaystyle \mathbb {R} ^{n}} у простір {\displaystyle \mathbb {R} ^{m}}, і повна похідна функції  {\displaystyle f'(a)} оборотна в точці {\displaystyle a} (тобто визначник матриці Якобі для функції {\displaystyle f} в точці {\displaystyle a} відмінний від нуля), то існує окіл {\displaystyle U'} точки {\displaystyle a} в {\displaystyle U} та окіл {\displaystyle V} точки {\displaystyle b=f(a)} такі, що {\displaystyle f(U')\subset V} і {\displaystyle f\colon U'\to V} є бієкцією. Запис {\displaystyle f={\bigr (}f_{1},\dots ,f_{n}{\bigr )}} означає, що система з {\displaystyle m} рівнянь {\displaystyle y_{i}=f_{i}(x_{1},\dots ,x_{n})} має єдиний розв'язок для {\displaystyle x_{1},\dots ,x_{n}} у термінах {\displaystyle y_{1},\dots ,y_{n}}, де {\displaystyle x\in U'}, {\displaystyle y\in V}. Зауважимо, що теорема не стверджує, що функція {\displaystyle f} є бієкцією в образ, де похідна {\displaystyle f'(a)} оборотна (визначник матриці Якобі не дорівнює нулю), а що це локальна бієкція, де похідна {\displaystyle f'} оборотна.
Більше того, теорема стверджує, що обернена функція {\displaystyle f^{-1}\colon V\to U'} неперервно диференційовна, а її похідна в точці {\displaystyle b=f(a)} є оберненим відображенням для {\displaystyle f'(a)}, тобто
{\displaystyle (f^{-1})'(b)=f'(a)^{-1}.}
Інакше кажучі, якщо {\displaystyle Jf^{-1}(b)} і {\displaystyle Jf(a)} — матриці Якобі відповідно для {\displaystyle {\big (}f^{-1}{\big )}'(b)} і {\displaystyle f'(a)}, то 
{\displaystyle Jf^{-1}(b)=Jf(a)^{-1}.}
Складною частиною теореми є доведення теореми про існування та диференційовність функції {\displaystyle f^{-1}}. При цьому формула похідної для оберненої функції випливає з правила диференціювання складеної функції, застосованого до {\displaystyle f^{-1}\circ f=I}. (І справді, {\displaystyle I=(f^{-1}\circ f)^{'}(a)=(f^{-1})'(b)\circ f'(a).}) Як наслідок отримуємо, що якщо функція {\displaystyle f} є {\displaystyle k} раз диференційовною із ненульовою похідною в точці {\displaystyle a}, то функція {\displaystyle f} є оборотною в околі точки {\displaystyle a}, і обернена функція також є {\displaystyle k} раз диференційовною. Тут {\displaystyle k} — натуральне число або {\displaystyle \infty }.
Існує два варіанта теореми про обернену функцію.  Для заданої неперервно диференційовного відображення {\displaystyle f\colon U\to \mathbb {R} ^{m}} перший варіант це
- Похідна функції {\displaystyle f'(a)} є сюр’єктивною (тобто відповідна матриця Якобі має ранг {\displaystyle m}), тоді й лише тоді, коли існує неперервно диференційовна функція {\displaystyle g} в околі {\displaystyle V} точки {\displaystyle b=f(a)} така, що {\displaystyle f\circ g=I} в околі точки {\displaystyle b}.

А інший варіант це
- Похідна функції {\displaystyle f'(a)} ін’єктивна тоді й лише тоді, коли існує неперервно диференційовна функція {\displaystyle g} в околі {\displaystyle V} точки {\displaystyle b=f(a)} така, що {\displaystyle g\circ f=I} в околі точки {\displaystyle a}.

У першому випадку (коли похідна функція {\displaystyle f'(a)} є сюр’єктивною) точка {\displaystyle b=f(a)} називається регулярним значенням. Оскільки, ранг {\displaystyle m=\dim \ker {\bigr (}f'(a){\bigr )}+\dim \operatorname {im} {\bigr (}f'(a){\bigr )}}, то перший випадок еквівалентний тому, щоб сказати, що точка {\displaystyle b=f(a)} не є образом критичних точок {\displaystyle a} (критичною точкою є точка {\displaystyle a} така, що ядро для {\displaystyle f'(a)} є ненульовим). Твердження в першому випадку іноді також називають теоремою про субмерсію.
Ці варіанти є повторенням теореми про обернені функції. Дійсно, у першому випадку, коли {\displaystyle f'(a)} є сюр’єкцією, то можна знайти (ін’єктивне) лінійне відображення {\displaystyle T} таке, що {\displaystyle f'(a)\circ T=I}. Визначивши {\displaystyle h(x)=a+Tx}, отримуємо 
{\displaystyle {\bigr (}f\circ h{\bigr )}'(0)=f'(a)\circ T=I.}
Отже, за теоремою про обернену функцію, композиція {\displaystyle f\circ h} має обернену функцію в околі точки {\displaystyle 0}, тобто {\displaystyle f\circ h\circ {\bigr (}f\circ h{\bigr )}^{-1}=I} в околі точки {\displaystyle b}. Другий випадок (коли {\displaystyle f'(a)} є ін'єкцією) розглядається аналогічно.

## Приклад
Розглянемо векторзначну функцію {\displaystyle F\colon \mathbb {R} ^{2}\to \mathbb {R} ^{2}} визначену як
{\displaystyle \mathbf {F} (x,y)={\begin{bmatrix}{\rm {e}}^{x}\cos y\\{\rm {e}}^{x}\sin y\end{bmatrix}}.}
Матриця Якобі для якої має вигляд
{\displaystyle J_{F}(x,y)={\begin{bmatrix}{\rm {e}}^{x}\cos y&-{\rm {e}}^{x}\sin y\\{\rm {e}}^{x}\sin y&{\rm {e}}^{x}\cos y\end{bmatrix}}.}
із визначником
{\displaystyle \det J_{F}(x,y)={\rm {e}}^{2x}\cos ^{2}y+{\rm {e}}^{2x}\sin ^{2}y={\rm {e}}^{2x}.}
Визначник {\displaystyle {\rm {e}}^{2x}} — скрізь відмінний від нуля. Таким чином, теорема забезпечує, що для кожної точки {\displaystyle p} у {\displaystyle \mathbb {R} ^{2}} існує окіл точки {\displaystyle p}  у якому функція {\displaystyle F} є оборотною. Зауважимо, що це не означає оборотності функції {\displaystyle F} на всій області: у цьому випадку функція {\displaystyle F} не є навіть ін'єктивною, оскільки вона є періодичною {\displaystyle F(x,y)=F(x,y+2\pi )}.

## Контрприклад

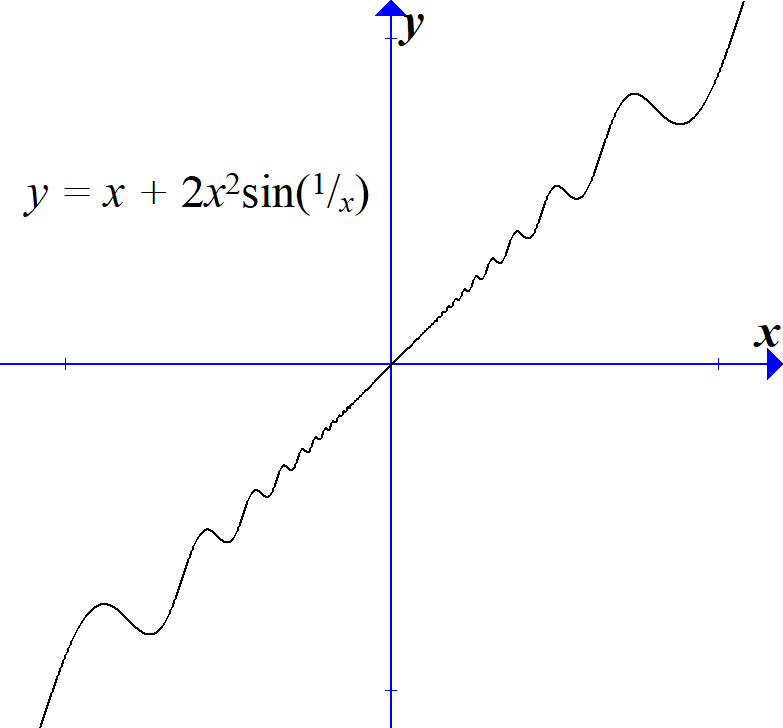
Функція обмежена всередині квадратичної області навколо прямої, тому. Проте, вона має точки локального максимуму або локального мінімуму, що накопичуються при наближенні до точки, а отже функція не є взаємно однозначною на будь-якому інтервалі, що включає точку.

Якщо відкинути припущення, що похідна неперервна, то функція необов'язково має бути оборотною.
Наприклад, {\displaystyle f(x)=x+2x^{2}\sin \left({\frac {1}{x}}\right)} і {\displaystyle f(0)=0} має розривну похідну 
{\displaystyle f'(x)=1-2\cos \left({\frac {1}{x}}\right)+4x\sin \left({\frac {1}{x}}\right)} та {\displaystyle f'(0)=1,}
яка зануляється при наближені до точки {\displaystyle x=0}.
Ці критичні точки є локальними максимумами або локальними мінімумами функції {\displaystyle f}. Таким чином, функція {\displaystyle f} не є взаємно однозначною (і оборотною) на будь-якому інтервалі, що включає точку {\displaystyle x=0}.
Інтуїтивно зрозуміло, що кутовий коефіцієнт {\displaystyle f'(0)=1} не розповсюджується на найближчі точки, де кутові коефіцієнти визначається слабкими, але швидкими коливаннями.

## Методи доведення
Як важливий результат теорема про обернену функцію отримала багаточисельні доведення. Доведення, яке найчастіше зустрічається в підручниках, ґрунтується на принципі стискаючих відображень, також відоме як теорема Банаха про нерухому точку (яку також можна використовувати як ключовий крок у доведенні існування та єдиності розв’язків звичайних диференціальних рівнянь).
Оскільки теорема про нерухому точку використовується у нескінченновимірній (банахового простору) постановці, то це доведення відразу узагальнюється на нескінченновимірну версію теореми про обернену функцію (див. узагальнення нижче). 
Альтернативне доведення у скінченновимірних просторах базується на теоремі про екстремальні значення (друга теорема Веєрштрасса) для функцій на компактній множині.
Ще одне доведення використовує метод Ньютона, який має ту перевагу, що надає ефективний варіант теореми: обмеження на похідну функції приводять до оцінки розміру околу на якому функція є оборотною.

### Доведення з використанням методу послідовних наближень
Для доведення існування, внаслідок афінного перетворення, можна вважати, що {\displaystyle f(0)=0} та {\displaystyle f^{\prime }(0)=I}, а тому {\displaystyle a=b=0}. 
За основною теоремою математичного аналізу, якщо {\displaystyle u} є неперервно диференційовною функцією, то 
{\displaystyle u(1)-u(0)=\int _{0}^{1}u^{\prime }(t)\,{\rm {d}}t,}
тобто
{\displaystyle \|u(1)-u(0)\|\leq \sup _{0\leq t\leq 1}\|u^{\prime }(t)\|.}
Нехай {\displaystyle u(t)=f(x+t(x^{\prime }-x))-x-t(x^{\prime }-x)}, тоді
{\displaystyle \|f(x)-f(x^{\prime })-x+x^{\prime }\|\leq \|x-x^{\prime }\|\sup _{0\leq t\leq 1}\|f^{\prime }(x+t(x^{\prime }-x))-I\|.}
Тепер візьмемо {\displaystyle \delta >0}, тоді {\displaystyle \|f'(x)-I\|<{\frac {1}{2}}} для {\displaystyle \|x\|<\delta }. Нехай {\displaystyle \|y\|<{\frac {\delta }{2}}} і {\displaystyle x_{n}} визначається рекуретно за {\displaystyle x_{0}=0} та {\displaystyle x_{n+1}=x_{n}+y-f(x_{n})}. Припущення показують, що якщо {\displaystyle \|x\|,\|x^{\prime }\|<\delta }, то
{\displaystyle \|f(x)-f(x^{\prime })-x+x^{\prime }\|\leq {\frac {\|x-x^{\prime }\|}{2}}.}
Зокрема, якщо {\displaystyle f(x)=f(x^{\prime })}, то {\displaystyle x=x^{\prime }}. У індуктивній схемі маємо {\displaystyle \|x_{n}\|<\delta } та {\displaystyle \|x_{n+1}-x_{n}\|<{\frac {\delta }{2^{n}}}}. Таким чином, {\displaystyle (x_{n})} — це фундаментальна послідовність, що прямує до {\displaystyle x}. За побудовою {\displaystyle f(x)=y}, що і вимагалося.
Щоб перевірити, що {\displaystyle g=f^{-1}} є неперервно диференцйовною, запишемо {\displaystyle g(y+k)=x+h} і, отже, {\displaystyle f(x+h)=f(x)+k}. За наведеними вище нерівностями, маємо
{\displaystyle \|h-k\|<{\frac {\|h\|}{2}},}
а тому
{\displaystyle {\frac {\|h\|}{2}}<\|k\|<2\|h\|.}
З іншого боку, якщо {\displaystyle A=f^{\prime }(x)}, тоді {\displaystyle \|A-I\|<{\frac {1}{2}}}. Використовуючи геометричний ряд для {\displaystyle B=I-A}, отримуємо, що {\displaystyle \|A^{-1}\|<2}. Але тоді
{\displaystyle {\displaystyle {\|g(y+k)-g(y)-f^{\prime }(g(y))^{-1}k\| \over \|k\|}={\|h-f^{\prime }(x)^{-1}[f(x+h)-f(x)]\| \over \|k\|}\leq 4{\|f(x+h)-f(x)-f^{\prime }(x)h\| \over \|h\|}}}
прямує до нуля, якщо {\displaystyle k} та {\displaystyle h} прямують до нуля, що доводить те, що {\displaystyle g} є неперервно диференційовною, причому {\displaystyle g^{\prime }(y)=f^{\prime }(g(y))^{-1}}.
Вищенаведене доведення представлено для скінченновимірного простору, але його також можна використовувати і у випадку банахових просторів. Якщо оборотна функція {\displaystyle f} є {\displaystyle k} раз неперервно диференційовною, де {\displaystyle k>1}, то її обернена функція також є {\displaystyle k} раз неперервно диференційовною. Це випливає за індукцією з використанням того факту, що відображення {\displaystyle F(A)=A^{-1}} для операторів є {\displaystyle k} раз неперервно диференційовним для будь-яких значень {\displaystyle k} (у скінченновимірному випадку це елементарний факт, оскільки обернена матриця визначається приєднаною матрицею поділеною на її визначник). Описаний метод доведення можна знайти у книжках Анрі Картана, Жана Д'єдонне, Сержа Ленга, Роджера Годемента та Ларса Германдера.

### Доведення із використанням принципу стискаючого відображення
Нижче наведено доведення, що використовує теорему про стискаюче відображення. Зокрема, слідуючи роботам Теренса Тао, воно використовує наступний наслідок з теореми про стискаюче відображення. 
Лемма. Нехай {\displaystyle B(0,r)} відкрита куля радіуса {\displaystyle r} в {\displaystyle \mathbb {R} ^{n}} з центром в точці 0. Якщо відображення {\displaystyle g:B(0,r)\to \mathbb {R} ^{n}} таке, що {\displaystyle g(0)=0} та існує константа {\displaystyle 0<c<1} така, що 
{\displaystyle |g(y)-g(x)|\leq c|y-x|}
для усіх {\displaystyle x,y\in B(0,r)}, тоді функціія {\displaystyle f=I+g} є ін'єктивною на {\displaystyle B(0,r)} та {\displaystyle B(0,(1-c)r)\subset f\left(B(0,r)\right)\subset B(0,(1+c)r)}.
(У загальному випадку твердження залишається вірним, якщо простір {\displaystyle \mathbb {R} ^{n}} замінити на банаховий простір.)
Доведення. По суті, лема стверджує, що невелике збурення тотожного відображення за допомогою стискаючого відображення є ін'єктивним та, в деякому сенсі, зберігає кулю. Взявши до уваги  лему, спочатку доведемо теорему. Як і у попередньому доведенні, достатньо довести частинний випадок, коли {\displaystyle a=0}, {\displaystyle b=f(a)=0} та {\displaystyle f'(0)=I}. Нехай {\displaystyle g=f-I}. Застосувавши теорему про середнє значення до відображення  {\displaystyle t\mapsto g(x+t(y-x))}, отримуємо
{\displaystyle |g(y)-g(x)|\leq |y-x|\sup _{0<t<1}|g'(x+t(y-x))|.}
Оскільки {\displaystyle g'(0)=I-I=0} і функція {\displaystyle g'} є неперервною, то можна знайти {\displaystyle r>0} таке, що 
{\displaystyle |g(y)-g(x)|\leq 2^{-1}|y-x|}
для усіх  {\displaystyle x,y\in B(0,r)}. Тоді з леми випливає, що функція {\displaystyle f=g+I} є ін'єктивною на {\displaystyle B(0,r)} і {\displaystyle B\left(0,{\frac {r}{2}}\right)\subset f\left(B(0,r)\right)}. Отже, відображення 
{\displaystyle f\colon \ U=B(0,r)\cap f^{-1}\left(B\left(0,{\frac {r}{2}}\right)\right)\to V=B\left(0,{\frac {r}{2}}\right)}
є бієктивним і отже, має обернене. Далі покажемо, що обернена функція {\displaystyle f^{-1}} є неперервно диференційовною (ця частина міркувань є такою ж як і в попередньому доведенні). Цього разу нехай {\displaystyle g=f^{-1}} — обернена до функції {\displaystyle f} та {\displaystyle A=f'(x)}. Для {\displaystyle x=g(y)} запишемо {\displaystyle g(y+k)=x+h} або {\displaystyle y+k=f(x+h)}. Тепер, згідно попередньої оцінки,
{\displaystyle |h-k|=|f(x+h)-f(x)-h|\leq {\frac {|h|}{2}}}
і тому {\displaystyle {\frac {|h|}{2}}\leq |k|}. Використовуючи {\displaystyle \|\cdot \|} для оператора норми, отримуємо
{\displaystyle |g(y+k)-g(y)-A^{-1}k|=|h-A^{-1}(f(x+h)-f(x))|\leq \|A^{-1}\||Ah-f(x+h)+f(x)|.}
Оскільки {\displaystyle k\to 0}, то {\displaystyle h\to 0} і {\displaystyle {\frac {|h|}{|k|}}} є обмеженим. Отже, {\displaystyle g} є диференційовною функцією за змінною {\displaystyle y}, причому {\displaystyle g'(y)=f'(g(y))^{-1}}. До того ж, {\displaystyle g'} це теж саме, що і композиція {\displaystyle \iota \circ f'\circ g}, де {\displaystyle \iota \colon T\mapsto T^{-1}}. Таким чином, функція {\displaystyle g'} — неперервна.
Тепер залишається довести лему. По перше, відображення {\displaystyle f} є ін'єктивним на {\displaystyle B(0,r)} так як, якщо функція {\displaystyle f(x)=f(y)}, то тоді {\displaystyle g(y)-g(x)=x-y}, і, таким чином,
{\displaystyle |g(y)-g(x)|=|y-x|},
що є протиріччям, за винятком, якщо {\displaystyle y=x}. (Ця частина не вимагає умови {\displaystyle g(0)=0}.) Далі покажемо, що
{\displaystyle f(B(0,r))\supset B(0,(1-c)r)}.
Ідея полягає в тому, щоб помітити, що для заданої точки {\displaystyle y\in B(0,(1-c)r)}, це еквівалентно знаходженню нерухомої точку відображення
{\displaystyle F:{\overline {B}}(0,r')\to {\overline {B}}(0,r'),\,x\mapsto y-g(x),}
де {\displaystyle 0<r'<r} таке, що {\displaystyle |y|\leq (1-c)r'}, та риска означає замкнену кулю. Для знаходження нерухомої точки використаємо теорему про стискаюче відображення і прямо перевіряємо, що {\displaystyle F} є добре визначеним строго-стискаючим відображення. Зрештою маємо, що {\displaystyle f\left(B(0,r)\right)\subset B(0,(1+c)r)}, оскільки 
{\displaystyle |f(x)|=|x+g(x)-g(0)|\leq (1+c)|x|.}
Як вже зрозуміло, дане доведення суттєво не відрізняється від попереднього, оскільки теорема про стискаюче відображення доводиться методом послідовних наближень.

## Застосування

### Теорема про неявну функцію
Теорему про обернену функцію можна використовувати при розв'язанні систем рівнянь 
{\displaystyle {\begin{aligned}&f_{1}(x)=y_{1},\\&\quad \vdots \\&f_{n}(x)=y_{n},\end{aligned}}}
тобто, {\displaystyle y_{1},\dots ,y_{n}} виражені як функцій від {\displaystyle x=(x_{1},\dots ,x_{n})}, за умови, що матриця Якобі є невиродженою. Теорема про неявну функцію дає можливість розв'язати більш загальну систему рівнянь
{\displaystyle {\begin{aligned}&f_{1}(x,y)=0,\\&\quad \vdots \\&f_{n}(x,y)=0\end{aligned}}}
для {\displaystyle y} у термінах змінних {\displaystyle x}. Хоча ця теорема є більш загальною, але фактично є наслідком теореми про обернену функцію. Насамперед, точне твердження теореми про неявну функцію виглядає наступним чином:
- Нехай задано відображення {\displaystyle f\colon \mathbb {R} ^{n}\times \mathbb {R} ^{m}\to \mathbb {R} ^{m}}. Якщо {\displaystyle f(a,b)=0}, то функція {\displaystyle f} є неперервно диференційовною в околі точки {\displaystyle (a,b)} і похідна {\displaystyle y\mapsto f(a,y)} в точці {\displaystyle b} є оборотною, то тоді існує диференційовне відображення {\displaystyle g\colon U\to V} для деяких околів {\displaystyle U}, {\displaystyle V} точок {\displaystyle a}, {\displaystyle b} так, що {\displaystyle f(x,g(x))=0}. Більш того, якщо  {\displaystyle f(x,y)=0}, {\displaystyle x\in U}, {\displaystyle y\in V}, то {\displaystyle y=g(x)}; тобто {\displaystyle g(x)} є єдиним розв'язком.

Щоб це побачити, розглянемо відображення {\displaystyle F(x,y)=(x,f(x,y))}. За теоремою про обернену функцію, відображення {\displaystyle F\colon U\times V\to W} має обернене {\displaystyle G} для деяких околів {\displaystyle U}, {\displaystyle V}, {\displaystyle W}. Тоді отримуємо, що
{\displaystyle (x,y)=F(G_{1}(x,y),G_{2}(x,y))=(G_{1}(x,y),f(G_{1}(x,y),G_{2}(x,y)),}
і з цього випливає, що {\displaystyle x=G_{1}(x,y)} і {\displaystyle y=f(x,G_{2}(x,y))}. Таким чином, функція {\displaystyle g(x)=G_{2}(x,0)} задовольняє необхідну властивість. 

### Надання структури многовиду
У диференціальній геометрії теорему про обернену функцію використовують щоб показати, що прообраз регулярного значення при гладкому відображенні є многовидом. Дійсно, нехай відображення {\displaystyle f\colon U\to \mathbb {R} ^{r}} є гладким відображенням з відкритої підмножини простору {\displaystyle \mathbb {R} ^{r}} (оскільки результат локальний, то не втрачається загальність при розгляді такого відображення). Зафіксуємо точку {\displaystyle a} в {\displaystyle f^{-1}(b)} і тоді, переставляючи координати в {\displaystyle \mathbb {R} ^{n}}, можна вважати, що матриця 
{\displaystyle \left[{\dfrac {\partial f_{i}}{\partial x_{j}}}(a)\right]_{1\leq i,j\leq r}} має ранг {\displaystyle r}.
Тоді відображення
{\displaystyle F\colon \ U\to \mathbb {R} ^{r}\times \mathbb {R} ^{n-r}=\mathbb {R} ^{n},\quad x\mapsto (f(x),x_{r+1},\dots ,x_{n})}
таке, що {\displaystyle F'(a)} має ранг {\displaystyle n}. Отже, за теоремою про обернену функцію знайдемо гладку обернену функцію {\displaystyle G} для відображення {\displaystyle F} визначену в околі  {\displaystyle V\times W} точки {\displaystyle (b,a_{r+1},\dots ,a_{n})}. Тоді маємо 
{\displaystyle x=(F\circ G)(x)=(f(G(x)),G_{r+1}(x),\dots ,G_{n}(x)),}
і отже,
{\displaystyle (f\circ G)(x_{1},\dots ,x_{n})=(x_{1},\dots ,x_{r}).}
Тобто після зміни координат за допомогою {\displaystyle G}, функція {\displaystyle f} є координатною проєкцією (цей факт відомий як теорема про субмерсію). Більше того, оскільки відображення {\displaystyle G\colon V\times W\to U'=G(V\times W)} є бієктивним, то відображення
{\displaystyle g=G(b,\cdot )\colon \ W\to f^{-1}(b)\cap U',\quad (x_{r+1},\dots ,x_{n})\mapsto G(b,x_{r+1},\dots ,x_{n})}
є бієктивним із гладким оберненим. Інакше кажучи, відображення {\displaystyle g} дає локальну параметризацію для {\displaystyle f^{-1}(b)} в околі точки {\displaystyle a}. Отже,  {\displaystyle f^{-1}(b)} є многовидом. 
(Зауважимо, що доведення дуже схоже на доведення теореми про неявну функцію, і фактично замість нього також можна використовувати теорему про неявну функцію.)
У загальному випадку теорема показує, що для заданого гладкого відображення {\displaystyle f\colon P\to E}, якщо {\displaystyle f} є трансверсальним до {\displaystyle i\colon M\hookrightarrow E} підмноговидом, то тоді прообраз {\displaystyle f^{-1}(M)\hookrightarrow P} є підмноговидом.

## Глобальна версія
Теорема про обернену функцію є локальним результатом; це стосується будь-якої точки. Таким чином, теорема апріорі показує лише те, що функція {\displaystyle f} є локально бієктивною (або локально дифеоморфною деякого класу). Наступну топологічну лему можна використати для розширення від локальної ін'єктивності до, в певній мірі, глобальної ін'єктивності. 
Лема. Якщо {\displaystyle A} є замкненою підмножиною (що задовольняє другій аксіомі зліченності) топологічного многовиду {\displaystyle X} (або, більш загально, топологічний простір, що допускає вичерпування компактними підмножинами) і відображення {\displaystyle f\colon X\to Z}, де {\displaystyle Z} — деякий топологічний простір, є локальним гомеоморфізмом, що є ін'єктивним на {\displaystyle A}, то тоді відображення {\displaystyle f} є ін'єктивним в деякому околі підмножини {\displaystyle A}. 
Доведення. Спочатку припустимо, що многовид {\displaystyle X} є компактним. Якщо висновок теореми є хибним, то можна знайти дві послідовності {\displaystyle x_{i}\neq y_{i}} такі, що {\displaystyle f(x_{i})=f(y_{i})} і {\displaystyle x_{i},y_{i}} відповідно збігаються в до деяких точках {\displaystyle x,y} у {\displaystyle A}. Оскільки функція {\displaystyle f} є ін'єктивною на {\displaystyle A}, то {\displaystyle x=y}. Тепер, якщо значення {\displaystyle i} є досить великим, то {\displaystyle x_{i}}, {\displaystyle y_{i}} будуть знаходитись в околі точок {\displaystyle x=y}, де функція {\displaystyle f} є ін'єктивною. Таким чином, {\displaystyle x_{i}=y_{i}}, що є протиріччям. 
У загальному випадку, розглянемо  множину
{\displaystyle E={\big \{}(x,y)\in X^{2}\mid x\neq y,\,f(x)=f(y){\big \}}.}
Вона не перетинається з {\displaystyle S\times S} для будь-якої підмножини {\displaystyle S\subset X}, де функція {\displaystyle f} є ін'єктивною. Нехай, {\displaystyle X_{1}\subset X_{2}\subset \cdots } буде зростаючою послідовністю компактних підмножин із об'єднанням {\displaystyle X} і {\displaystyle X_{i}\subset X_{i+1}}. Тоді, за першою частиною доведення, для кожного значення {\displaystyle i} можна знайти окіл {\displaystyle U_{i}} множини {\displaystyle A\cap X_{i}} такий, що {\displaystyle U_{i}^{2}\subset X^{2}-E}. Тож {\displaystyle U=\bigcup _{i}U_{i}} має необхідну властивість. (Див. також щодо альтернативного підходу). 
З леми випливає наступна (свого роду) глобальна версія теореми про обернену функцію:
Теорема про обернену функцію. Нехай, {\displaystyle f\colon U\to V} буде відображенням між відкритими підмножинами просторів {\displaystyle \mathbb {R} ^{n}} й {\displaystyle \mathbb {R} ^{m}}, або у загальному випадку многовидів. Припустимо, що відображення {\displaystyle f} неперервно диференційовне (або належить класу {\displaystyle C^{k}}). Якщо відображення {\displaystyle f} ін'єктивне на замкненій підмножині {\displaystyle A\subset U} і, якщо матриця Якобі для функції {\displaystyle f} є невиродженою в будь-якій точці підмножини {\displaystyle A}, то тоді відображення {\displaystyle f} ін'єктивне в околі {\displaystyle A'} підмножини {\displaystyle A} і обернене відображення {\displaystyle f^{-1}\colon f(A')\to A'} є неперервно діференційованим (або належить класу {\displaystyle C^{k}}). 
Зауважимо, що якщо підмножина {\displaystyle A} є точкою, то отримуємо звичайну теорему про обернену функцію. 

## Теорема про обернену голоморфну функцію
Нижче наведено версію теореми про обернену функцію для голоморфних відображень. 
Теорема. Нехай {\displaystyle U,V\in \mathbb {C} ^{n}} — відкриті підмножини такі, що {\displaystyle 0\in U} і {\displaystyle f\colon U\to V} — голоморфне відображення, матриця Якобі якого у змінних {\displaystyle z_{i}}, {\displaystyle {\overline {z}}_{i}} є невиродженою (визначник не дорівнює {\displaystyle 0}) в точці {\displaystyle 0}. Тоді відображення {\displaystyle f} є ін'єктивним в околі {\displaystyle W} точки {\displaystyle 0} і обернене відображення {\displaystyle f^{-1}\colon f(W)\to W} є голоморфним. 
Теорема випливає зі звичайної теореми про обернену функцію. Дійсно, нехай {\displaystyle J_{\mathbb {R} }(f)} — матриця Якобі відображення {\displaystyle f} у змінних {\displaystyle x_{i}}, {\displaystyle y_{i}}, {\displaystyle J(f)} — матриця Якобі у змінних {\displaystyle z_{i}}, {\displaystyle {\overline {z}}_{i}}. Тоді {\displaystyle \det J_{\mathbb {R} }(f)=|\det J(f)|^{2}} і за припущенням не дорівнює {\displaystyle 0}. Отже, за звичайною теоремою про обернену функцію, відображення {\displaystyle f} є ін'єктивним в околі точки {\displaystyle 0} і має неперервно диференційовне обернене відображення. За правилом диференціювання складної функції (де {\displaystyle w=f(z)}) маємо
{\displaystyle {\frac {\partial }{\partial {\overline {z}}_{j}}}{\big (}f_{j}^{-1}\circ f{\big )}(z)=\sum _{k}{\frac {\partial f_{j}^{-1}}{\partial w_{k}}}(w){\frac {\partial f_{k}}{\partial {\overline {z}}_{j}}}(z)+\sum _{k}{\frac {\partial f_{j}^{-1}}{\partial {\overline {w}}_{k}}}(w){\frac {\partial {\overline {f}}_{k}}{\partial {\overline {z}}_{j}}}(z),}
де ліва частина і перший доданок праворуч зануляються, оскільки відображення {\displaystyle f_{j}^{-1}\circ f}  та {\displaystyle f_{k}} є голоморфними.
Таким чином, {\displaystyle {\frac {\partial f_{j}^{-1}}{\partial {\overline {w}}_{k}}}(w)=0} для кожного {\displaystyle k}.
Аналогічно формулюється теорема про неявну функцію для голоморфних функцій.
Як зазначено раніше, може трапитися, що ін'єктивна гладка функція має обернену, яка не є гладкою (наприклад, функція {\displaystyle f(x)=x^{3}}  дійсної змінної {\displaystyle x}). Цього не буде у випадку голоморфних функцій, оскільки
Твердження. Якщо {\displaystyle f\colon U\to V}  є ін'єктивним голоморфним відображенням між відкритими множинами в {\displaystyle \mathbb {C} ^{n}}, то тоді обернене відображення {\displaystyle f^{-1}\colon f(U)\to U} є голоморфним.

### Формулювання для многовидів
Теорему про обернену функцію можна переформулювати у термінах диференційовних відображень між диференційовними  многовидами. У цьому контексті теорема стверджує, що для диференційовного відображення {\displaystyle F\colon M\to N} (класу {\displaystyle C^{1}}), якщо  диференціал  відображення {\displaystyle F}, 
{\displaystyle {\rm {d}}F_{p}\colon \ T_{p}M\to T_{F(p)}N,}
є лінійним ізоморфізмом  в точці {\displaystyle p} многовиду {\displaystyle M}, то тоді існує відкритий окіл {\displaystyle U} точки {\displaystyle p} такий, що 
{\displaystyle F|_{U}\colon \ U\to F(U)}
є дифеоморфізмом . Слід зауважити, що звідси випливає, що компоненти зв'язності многовидів {\displaystyle M} та {\displaystyle N}, які місять точки {\displaystyle p} та {\displaystyle F(p)}, мають однакову розмірність — це вже прямо випливає з припущення, що {\displaystyle {\rm {d}}F_{p}} є ізоморфізмом. 
Якщо похідна відображення {\displaystyle F} є ізоморфізмом в усіх точках {\displaystyle p} многовиду {\displaystyle M}, то відображення {\displaystyle F} є локальним дифеоморфізмом. 

## Узагальнення

### Банахові простори
Теорему про обернену функцію можна узагальнити на випадок диференційовних відображень між банаховими просторами {\displaystyle X} and {\displaystyle Y}. Нехай {\displaystyle U} — відкритий окіл початку координат в просторі {\displaystyle X}, {\displaystyle F\colon U\to Y} — неперервно диференційовна функція, причому похідна Фреше {\displaystyle {\rm {d}}F_{0}\colon X\to Y} від функції {\displaystyle F} в точці {\displaystyle 0} — обмежений лінійний ізоморфізм з простору {\displaystyle X} у простір {\displaystyle Y}. Тоді існує відкритий окіл {\displaystyle V} точки {\displaystyle F(0)} в просторі {\displaystyle Y} і неперервно диференційовне відображення {\displaystyle G\colon V\to X} таке, що {\displaystyle F(G(y))=y} для всіх {\displaystyle y} з околу {\displaystyle V}. 
Більш того, {\displaystyle G(y)} — єдиний достатньо малий розв'язок {\displaystyle x} рівняння {\displaystyle F(x)=y}.
Також існує теорема про обернену функцію для банахових многовидів.

### Теорема про сталий ранг
Теорему про обернену функцію (і теорему про неявну функцію) можна розглядати як частинний випадок теореми про сталий ранг, яка стверджує, що гладке відображення зі сталим рангом в околі точки можна звести до певної нормальної форми в околі цієї точки. Зокрема, якщо відображення {\displaystyle F\colon M\to N} має сталий ранг в околі точки {\displaystyle p\in M}, то тоді існують відкриті околи {\displaystyle U} для точки {\displaystyle p} і {\displaystyle V} для точки {\displaystyle F(p)}, а також існують дифеоморфізми {\displaystyle u\colon T_{p}M\to U} та {\displaystyle v\colon T_{F(p)}N\to V} такі, що {\displaystyle F(U)\subseteq V} і похідна {\displaystyle {\rm {d}}F_{p}\colon T_{p}M\to T_{F(p)}N} дорівнює {\displaystyle v^{-1}\circ F\circ u}. Тобто, відображення {\displaystyle F} “виглядає як” його похідна в околі точки {\displaystyle p}. Множина точок {\displaystyle p\in M} таких, що ранг є сталим в околі точки {\displaystyle p}, є відкритою щільною підмножиною простору {\displaystyle M}, що є наслідком  напівнеперервності функції рангу. Таким чином, теорема про сталий ранг можна використовувати для довільної точки області визначення.
Коли похідна функції {\displaystyle F} є ін'єктивною (відповідно, сюр'єктивною) в точці {\displaystyle p}, вона є ін'єктивною (відповідно, сюр'єктивною) в околі точки {\displaystyle p}, а тому ранг відображення {\displaystyle F}  є сталим в цьому околі, і можна використовувати теорему про сталий ранг.

### Поліномні функції
Якби це була вірно, то гіпотеза Якобі була б варіантом теореми про обернену функцію для поліномів. Відповідно до гіпотези, якщо векторнозначна поліномна функція має визначник Якобі, який є оборотним поліномом (тобто ненульовою константою), то тоді функція має обернену функцію, яка є також поліномною. Невідомо, чи це вірно, навіть у випадку двох змінних. Це є великою відкритою проблемою теорії поліномів.

### Функції вибору
Якщо відображення {\displaystyle f\colon \mathbb {R} ^{n}\to \mathbb {R} ^{m}}, де {\displaystyle m\leq n}, є неперервно диференційовним {\displaystyle k} разів і якобіан {\displaystyle A=\nabla f({\overline {x}})} в точці {\displaystyle {\overline {x}}} має ранг {\displaystyle m}, то функції обернена до {\displaystyle f} може бути не єдиною. Проте, існує локальна функція вибору {\displaystyle s} така, що {\displaystyle f(s(y))=y} для усіх точок {\displaystyle y} в околі точки {\displaystyle {\overline {y}}=f({\overline {x}})}, {\displaystyle s({\overline {y}})={\overline {x}}}, то тоді функція {\displaystyle s} є неперервно диференційовною {\displaystyle k} разів в цьому околі, і 
{\displaystyle \nabla s({\overline {y}})=A^{\rm {T}}{\big (}AA^{\rm {T}}{\big )}^{-1}\nabla s({\overline {y}})}
є псевдоінверсією Мура-Пенроуза якобіана {\displaystyle A}.